# Communauté de communes Pays de Rouffach, Vignobles et Châteaux
Die Communauté de communes Pays de Rouffach, Vignobles et Châteaux (offizielle Schreibweise: Communauté de communes du Pays de Rouffach, Vignobles et Châteaux) ist ein französischer Gemeindeverband mit der Rechtsform einer Communauté de communes im Département Haut-Rhin in der Region Grand Est. Sie wurde am 14. Dezember 1993 gegründet und umfasst elf Gemeinden. Der Verwaltungssitz befindet sich im Ort Rouffach.

## Historische Entwicklung
Der Gemeindeverband wurde im April 2011 neu strukturiert und geht auf die 1993 gegründete Communauté de communes du Pays de Rouffach zurück.

## Mitgliedsgemeinden
| Gemeinde                                                       | Einwohner 1. Januar 2022 | Fläche km² | Dichte Einw./km² | Code INSEE | Postleitzahl |
| -------------------------------------------------------------- | ------------------------ | ---------- | ---------------- | ---------- | ------------ |
| Eguisheim                                                      | 1.735                    | 14,13      | 123              | 68078      | 68420        |
| Gueberschwihr                                                  | 825                      | 8,91       | 93               | 68111      | 68420        |
| Gundolsheim                                                    | 728                      | 8,22       | 89               | 68116      | 68250        |
| Hattstatt                                                      | 859                      | 5,98       | 144              | 68123      | 68420        |
| Husseren-les-Châteaux                                          | 497                      | 1,20       | 414              | 68150      | 68420        |
| Obermorschwihr                                                 | 406                      | 1,59       | 255              | 68244      | 68420        |
| Osenbach                                                       | 819                      | 5,60       | 146              | 68251      | 68570        |
| Pfaffenheim                                                    | 1.349                    | 14,57      | 93               | 68255      | 68250        |
| Rouffach                                                       | 4.186                    | 40,05      | 105              | 68287      | 68250        |
| Vœgtlinshoffen                                                 | 477                      | 3,99       | 120              | 68350      | 68420        |
| Westhalten                                                     | 1.010                    | 10,98      | 92               | 68364      | 68250        |
| Communauté de communes Pays de Rouffach, Vignobles et Châteaux | 12.891                   | 115,22     | 112              | –          | –            |

## Aufgaben
Die Tätigkeitsfelder des Gemeindeverbandes sind die Wirtschaftsentwicklung, der Umweltschutz, die touristische und kulturelle Entwicklung sowie Infrastrukturprojekte.